# Incendios petroleros de Kuwait

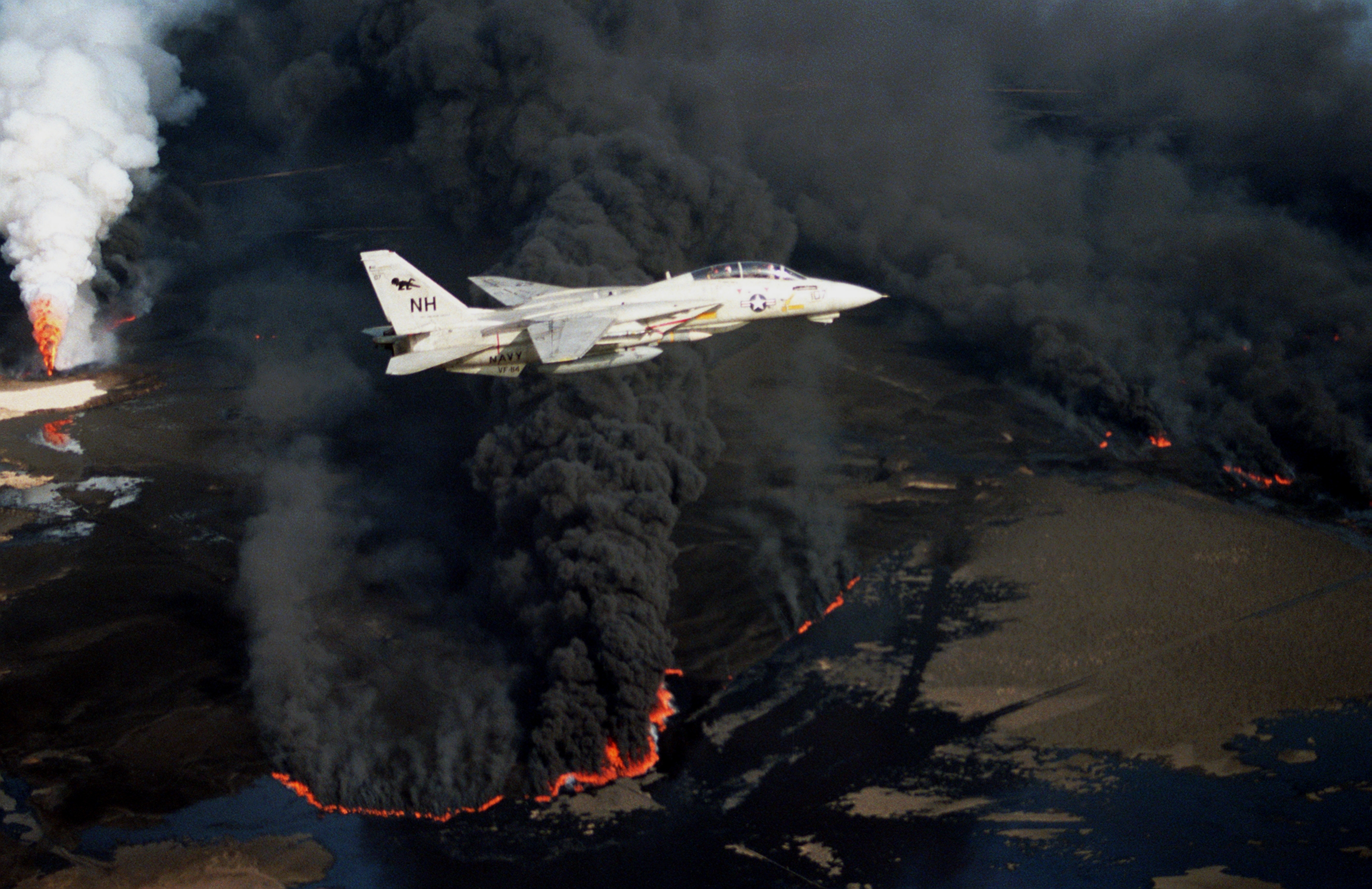
Vista aérea de los incendios desde un avión de la OTAN el 10 de septiembre de 1991. La quema no se limitó a los campos de petróleo como se ve en la imagen, sino que la quema de «lagos de petróleo» también contribuyó a las célebres columnas de humo negro.

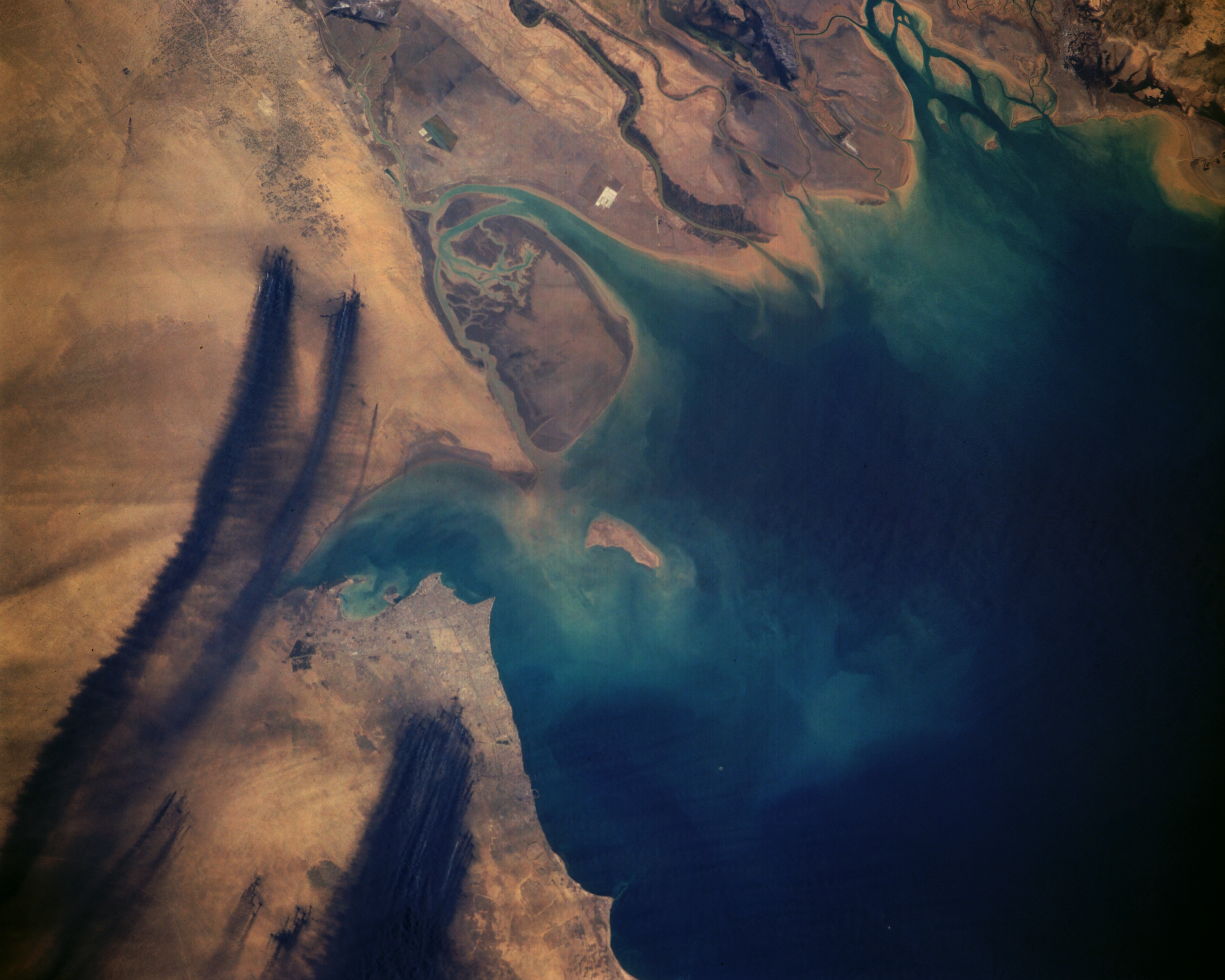
Imagen aérea de la NASA donde se observan las columnas de humo producto de la quema de los pozos petroleros de Kuwait, 7 de abril de 1991. Entre el 15 de febrero y el 30 de mayo de 1991 los iraquíes provocaron más de 700 de estos incendios.

Los incendios petroleros de Kuwait fueron causados durante la guerra del Golfo por las fuerzas militares iraquíes tras prender fuego a 700 pozos petrolíferos como parte de una táctica de «tierra quemada», mientras se retiraban de Kuwait en 1991 después de conquistar el país, pero siendo expulsados por fuerzas militares de la Coalición. Los incendios comenzaron en enero y febrero de 1991 y el último fue extinguido en noviembre de ese mismo año.equipos de bomberos. Se perdieron alrededor de seis millones de barriles (950 000 m³) de petróleo por día. Finalmente, equipos privados fueron contratados, lo que tuvo un costo total de 1500 millones de dólares estadounidenses para Kuwait. Sin embargo, para entonces, los incendios habían ardido durante diez meses aproximadamente, lo que había causado una contaminación generalizada.
Los subproductos de la quema de petróleo causaron contaminación en la tierra y el aire, y los incendios han sido vinculados con lo que más tarde se llamó Síndrome de la guerra del Golfo, sin embargo, los estudios han indicado que los bomberos que cerraron los pozos no reportaron ninguno de los síntomas sufridos por los soldados. No ha sido determinado si este síndrome fue causado por los incendios del petróleo, por ataque químico, u otras causas, y los efectos ambientales a largo plazo de los incendios todavía no han sido entendidos completamente.
Durante la Operación Tormenta del Desierto, el Dr. S. Fred Singer debatió a Carl Sagan sobre el impacto de los incendios de petróleo de Kuwait en el programa Nightline de ABC News. Sagan dijo que «sabemos por la investigación del invierno nuclear que el humo se alojaría en la parte alta de la atmósfera y que creía que los efectos serían muy similares a los de explosión del volcán indonesio Tambora en 1815, lo que resultó en que el año 1816 se conociera como el año sin verano, en masivos fracasos agrícolas, en grave sufrimiento humano y, en algunos casos, inanición».
Sagan predijo lo mismo para el sur de Asia, y tal vez, como resultado, para una fracción importante del hemisferio norte. Singer, por otro lado, dijo que los cálculos mostraban que el humo iría a una altitud de unos 3000 pies (910 m) y luego desaparecería por la lluvia luego de unos tres o cinco días y por lo tanto la duración del humo sería limitada.
En retrospectiva, ahora se sabe que el humo de los incendios de petróleo de Kuwait dominaron el patrón de clima en todo el Golfo Pérsico y sus alrededores durante 1991, y que el viento atmosférico inferior sopló el humo a lo largo de la mitad oriental de la Península arábiga, y ciudades como Dhahran y Riad, y países como Baréin experimentaron días con cielos llenos de humo y lluvia de carbono.
Las empresas responsables de la extinción de los incendios fueron inicialmente Red Adair Company (ahora vendida a Global Industries de Luisiana), Boots and Coots (ahora Boots and Coots/IWC), y Wild Well Control. Otras empresas como Safety Boss, Cudd Well/Pressure Control, Neal Adams Firefighters, y Kuwait Wild Well Killers también fueron contratados.

## Los motivos
Para la víspera de la invasión iraquí de agosto de 1990, Kuwait había establecido sus cuotas de producción petrolera a casi 1,9 millones de barriles por día (300 000 m³/d), lo que coincidió con una fuerte caída en el precio del petróleo. En el verano boreal de 1990, la superproducción de Kuwait se había convertido en un serio punto de discordia con Irak que luchaba por un incremento en los precios.
Algunos analistas han especulado que uno de los motivos principales del gobierno iraquí liderado por Sadam Huseín para invadir a Kuwait era castigar a la familia reinante kuwaití, la dinastía Al-Sabah, por no detener su política de sobreproducción, lo que explicaría el razonamiento para justificar la destrucción de dichos pozos. 
También se acusó al gobierno iraquí de ejecutar una táctica de tierra arrasada generando gigantescos incendios de petróleo para dificultar lo más posible el avance de las tropas de la Coalición liderada por Estados Unidos, entendiendo que el enorme volumen de humo y la nula visibilidad impediría operar a cualquier avión de combate, además que la elevadísima temperatura en las zonas próximas afectadas haría muy peligroso el avance de infantería y artillería en medio de los incendios.

## Impacto ambiental

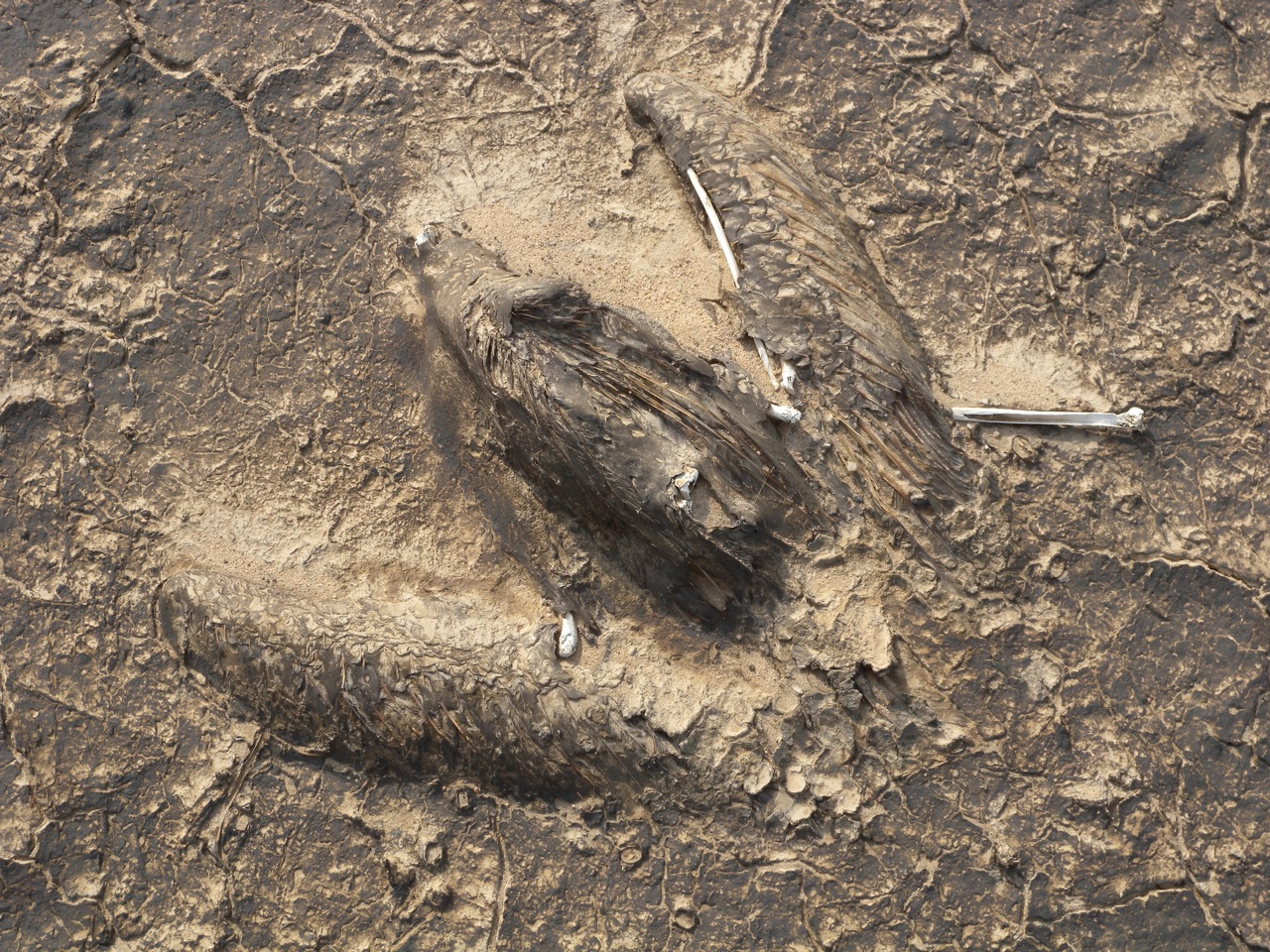
Una imagen de 2008 de los restos momificados de una ave, incrustado en la superficie de un lago seco de petróleo

Inmediatamente después de la invasión de Irak a Kuwait, se hicieron predicciones de un desastre ambiental derivado de las amenazas por parte de Irak de hacer estallar los pozos kuwaitíes capturados. Especulaciones que iban desde un escenario tipo invierno nuclear, a una pesada lluvia ácida e incluso un inmediato calentamiento global a corto plazo, fueron presentadas en la Cumbre Mundial en Ginebra en noviembre de ese año.
Cerca de 700 pozos petroleros fueron incendiados por el ejército iraquí en retirada y los incendios no fueron totalmente extinguidos hasta el 6 de noviembre de 1991, ocho meses después del fin de la guerra. Los incendios consumieron un estimado de seis millones de barriles de petróleo diarios.

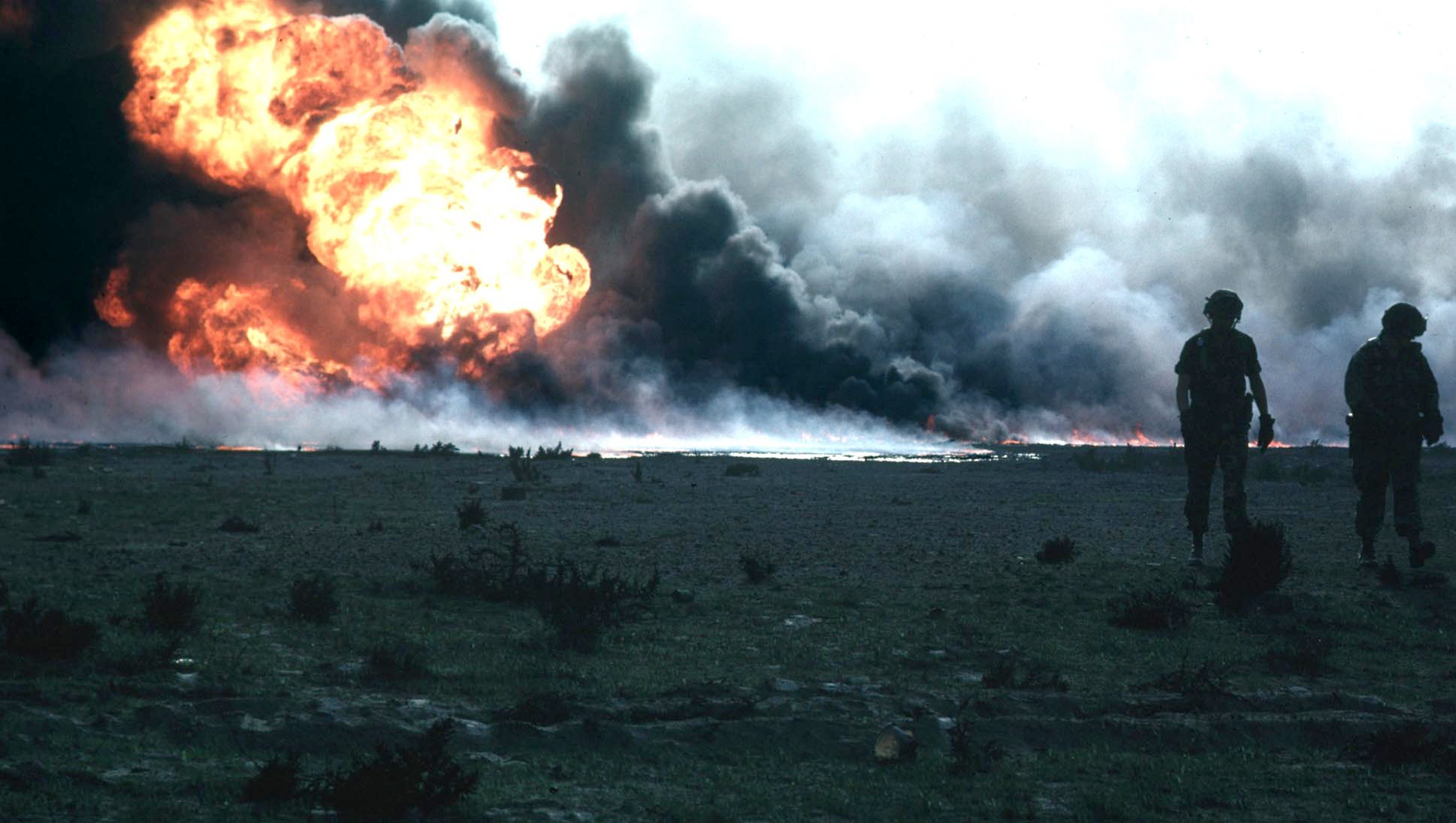
Campos de petróleo en llamas

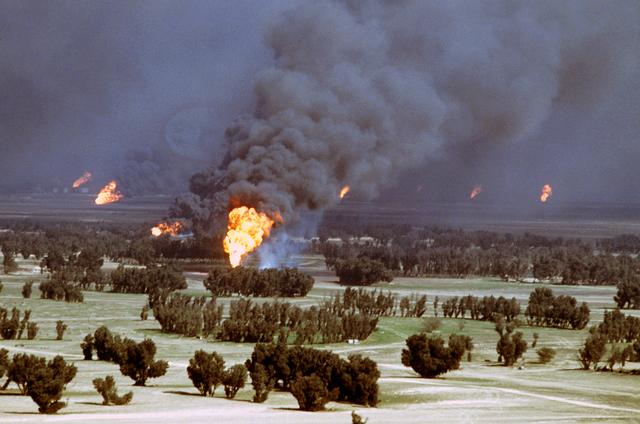
Los incendios causaron una bajada dramática de la calidad del aire, causando problemas respiratorios.

Su consecuencia inmediata fue una dramática disminución en la calidad del aire, causando problemas respiratorios a muchos kuwaitíes. El sabotaje a los pozos petroleros también afectó al medio ambiente del desierto, que tiene una limitada capacidad natural de limpieza. El petróleo de los pozos que no se incendió formó alrededor de unos 300 lagos de petróleo que contaminó alrededor de 40 millones de toneladas de arena y tierra. La mezcla de arena del desierto con el petróleo sin quemar y el hollín formó capas de "cemento alquitranado", que cubrió cerca de un 5% del país.
Los intentos de limpieza dirigidos por el Instituto de Investigación Científica de Kuwait y la Arab Oil Co., quienes probaron una serie de tecnologías, incluyendo el uso de bacterias degradantes de petróleo, produjeron resultados significativos. Según un estudio de 1992 por Peter Hobbs y Lawrence Radke, las emisiones diarias de dióxido de azufre fueron el 57 % de las que son emitidas por las empresas eléctricas en los Estados Unidos, las emisiones de dióxido fueron un 2 % de las emisiones globales y las emisiones de hollín fueron de 3400 toneladas métricas por día.
Los escenarios que predecían un grave impacto ambiental a nivel global no llegaron a darse. En el punto máximo de los incendios, el humo absorbió cerca de un 75-80 % de la radiación del sol. No se observó que las partículas llegaran a subir arriba de los 6 km.
La vegetación en la mayor parte de las zonas contaminadas adyacentes a los lagos de petróleo comenzó a recuperarse en 1995, pero el clima seco también solidificó parcialmente algunos de los lagos. Con el tiempo, el petróleo ha continuado hundiéndose en la arena, con consecuencias aun desconocidas en valiosos recursos de aguas subterráneas de Kuwait.

## Cultura popular
Los incendios fueron objeto en 1992 del documental en IMAX «los Incendios de Kuwait», que fue nominado para un Premio de la Academia. La película incluye imágenes del equipo húngaro con su extintor de turbina a reacción. Los incendios del petróleo de Kuwait también aparecen en la película de 1992 por Werner Herzog, Lecciones en la Oscuridad.
Los incendios petroleros y la lluvia negra también fue presentada en la película de 2005 Jarhead, así como en el videojuego Eternal Darkness. Hubo también una muestra aérea de los incendios del petróleo en la película Baraka. Discovery Pañales filmó una serie de documentales sobre «Los inventores», que entrevistó a Branko Babic sobre su Tubo de Desplazamiento y Tapones Contra Presión, patente aplicada a inventos diseñados para contener los pozos de petróleo ardiendo.
El remake de 2004 de El mensajero del miedo incluía una escena en Kuwait en febrero de 1991, con los campos de petróleo ardiendo visibles en el fondo.
Algunas misiones del videojuego Call of Duty: Black Ops 6 se ambientan en la guerra del Golfo, donde se aprecian parte de los incendios.